# Amblaincourt
Ne doit pas être confondu avec Ablaincourt.
Amblaincourt est une commune associée du département de la Meuse, en région Grand Est.

## Toponymie
Le nom de la localité est attesté sous les formes Hamblaincourt (1325) ; Hamblaincourt (1595).

## Histoire
Le 1er janvier 1973, Beauzée-sur-Aire devient Beausite à la suite de sa fusion-association avec Amblaincourt, Deuxnouds-devant-Beauzée et Seraucourt.

## Démographie
| 1793 | 1800 | 1806 | 1821 | 1831 | 1836 | 1841 | 1846 | 1851 |
| ---- | ---- | ---- | ---- | ---- | ---- | ---- | ---- | ---- |
| 142  | 148  | 145  | 148  | 139  | 140  | 135  | 129  | 122  |

| 1856 | 1861 | 1866 | 1872 | 1876 | 1881 | 1886 | 1891 | 1896 |
| ---- | ---- | ---- | ---- | ---- | ---- | ---- | ---- | ---- |
| 121  | 109  | 107  | 93   | 93   | 80   | 69   | 59   | 55   |

| 1901 | 1906 | 1911 | 1921 | 1926 | 1931 | 1936 | 1946 | 1954 |
| ---- | ---- | ---- | ---- | ---- | ---- | ---- | ---- | ---- |
| 47   | 56   | 56   | 27   | 24   | 23   | 20   | 29   | 31   |

| 1962 | 1968 | - | - | - | - | - | - | - |
| ---- | ---- | - | - | - | - | - | - | - |
| 30   | 26   | - | - | - | - | - | - | - |